# РВД-13
Авион РВД-13 и РВД-13С (RWD-13С) је пољски спортско-туристички/санитетски троседи авион који се по лиценци правио у југословенској фабрици авиона Рогожарски из Београда.

## Пројектовање и развој
Група конструктора авиона пољске фабрике авиона ДВЛ (пољ. DWL(Doswiadczalne Warsztaty Lotnicze)) из Варшаве у саставу Станислав Рогалски (пољ. Stanislaw Rogalski), Станислав Вигура (пољ. Stanislaw Wigura) и Јержи Држевиецки (пољ. Jerzy Derzewiecki), која је заједнички радила од 1927. године а авионе ове групе конструктора означавала се скраченицом РВД од почетних слова њихових презимена (РВД тј. RWD), Током 1933. конструисала је спортско туристички троседи висококрилац РВД-13 у великој мери инспирисан De Heviland DH.80A Pus Mot. Прототип је полетео 15. јануара 1934.
Авион је био висококрилни једнокрилац са једним мотором, дрвеном двокраком елисом, са три члана посаде у санитетској варијанти био је пилот болничар и рањеник. Авион је био опремљен ваздухом хлађени линијски мотором (са висећим цилиндрима) ПЗИнжМајор 4 снаге 130 KS (пољски мотор прављен по лиценци dH Gipsy Major).
Авион је мешовите конструкције, труп неправилног правоугаоног попречног пресека је израђен од метала обложен платном док је моторни простор био обложен алуминијумским лимом. Крила су носећа конструкција од дрвета са две ремењаче предњи део крила је био обложен шпером, а остатак платном. Крајеви крила су били благо заобљени. Са сваке стране, крила су подупрта са по једном косом троугластом упорница које су се ослањале на труп авиона у једној тачки а друге две ослоне тачке су била на крилу. Самоносеће репне површине имале су стабилизаторе прекривене шперплочама док су кормило правца и кормило дубине били пресвучени платном. Стајни трап је био фиксан потпуно направљен од металних профила.

## Оперативно коришћење
Пољска фабрика ДВЛ је од 1935. до 1939. године произвела укупно 90 примерака РВД-13 авиона. Пре рата ови авиони су извезени у Естонију, САД, Бразил, Венецуелу, Јемен, Мађарску и Иран. У току рата известан број авиона су заробили Немци и Руси и наставили да их користе. Авиони овог типа који су пребегли у Шведску и Румунију реквирирани су и коришћени све време рата. На основу уговора о лиценци у југословенској фабрици авиона Рогожарски направљено је почев од 1938. године 4 примерка авиона РВД-13 и 2 примерка РВД-13С (санитетска варијанта). Свих шест авиона Рогожарског су имали чехословачке моторе Валтер Мајор 4 снаге 88 kW, произведене по лиценци Де Хевиленда. Прва два произведена авиона РВД-13 носила су цивилне ознаке YU-PFE i YU-PFO. Од 1939. године сви произведени авиони РВД-13 и РВД-13С су били у војној служби. Планирана је наруџбина 20 авиона РВД-13С али се од тога одустало јер је при тестирању у Белој Цркви 1939. године констатовано да је полетна стаза при пуним оптерећењем авиона дуга па се авион не би могао користити са помоћних аеродрома што је био круцијални захтев ВВ.
Два санитетска авиона РВД-13С су у априлу 1941. године били у 721 санитетској ескадрили, друга два која су од обичних РВД-13 преиначени у РВД-13С су након почетка рата испоручени војсци, службовали су у новоформираној 722 санитетској ескадрили. Преостала два авиона овог типа су такође били санитетска верзија али су коришћени као авиони за везу. Један авион РВД-13С су Немци заробили у Лазаревцу и предали га свом савезнику Независној Држави Хрватској код којих је летео до 1944. године.

## Земље које су користиле овај авион
| - Југославија - Пољска - Румунија - Мађарска - Естонија - СССР - Шпанија - Шведска | - Бразил - Венецуела - САД - Јемен - Иран - Израел - Нацистичка Немачка - Независна Држава Хрватска |